# Саут-Су-Сити (Небраска)
Саут-Су-Сити (англ. South Sioux City) — город, расположенный в округе Дакота (штат Небраска, США) с населением в 11 925 человек по статистическим данным переписи 2000 года.

## География
По данным Бюро переписи населения США город Саут-Су-Сити имеет общую площадь в 13,47 квадратных километров, из которых 12,69 кв. километров занимает земля и 0,78 кв. километров — вода. Площадь водных ресурсов города составляет 5,79 % от всей его площади.
Город Саут-Су-Сити расположен на высоте 336 метров над уровнем моря.

## Демография
| Год переписи | Нас.  |  | %±    |
| ------------ | ----- |  | ----- |
| 1930         | 3927  |  | —     |
| 1940         | 4556  |  | 16%   |
| 1950         | 5557  |  | 22%   |
| 1960         | 7200  |  | 29,6% |
| 1970         | 7920  |  | 10%   |
| 1980         | 9339  |  | 17,9% |
| 1990         | 9677  |  | 3,6%  |
| 2000         | 11925 |  | 23,2% |
| 2010         | 13353 |  | 12%   |

По данным переписи населения 2000 года в Саут-Су-Сити проживало 11 925 человек, 2961 семья, насчитывалось 4304 домашних хозяйств и 4557 жилых домов. Средняя плотность населения составляла около 938,8 человек на один квадратный километр. Расовый состав Саут-Су-Сити по данным переписи распределился следующим образом: 75,9 % белых, 0,9 % — чёрных или афроамериканцев, 2,36 % — коренных американцев, 3,19 % — азиатов, 0,09 % — выходцев с тихоокеанских островов, 3,05 % — представителей смешанных рас, 14,57 % — других народностей. Испаноговорящие составили 24,8 % от всех жителей города.
Из 4304 домашних хозяйств в 38,9 % — воспитывали детей в возрасте до 18 лет, 49,7 % представляли собой совместно проживающие супружеские пары, в 13,7 % семей женщины проживали без мужей, 31,2 % не имели семей. 25,6 % от общего числа семей на момент переписи жили самостоятельно, при этом 10,3 % составили одинокие пожилые люди в возрасте 65 лет и старше. Средний размер домашнего хозяйства составил 2,72 человек, а средний размер семьи — 3,26 человек.
Население города по возрастному диапазону по данным переписи 2000 года распределилось следующим образом: 29,8 % — жители младше 18 лет, 11,1 % — между 18 и 24 годами, 29,6 % — от 25 до 44 лет, 19,2 % — от 45 до 64 лет и 10,4 % — в возрасте 65 лет и старше. Средний возраст жителей составил 31 год. На каждые 100 женщин в Саут-Су-Сити приходилось 94,6 мужчин, при этом на каждые сто женщин 18 лет и старше приходилось 92,0 мужчин также старше 18 лет.
Средний доход на одно домашнее хозяйство в городе составил 36 493 доллара США, а средний доход на одну семью — 42 712 долларов. При этом мужчины имели средний доход в 27 259 долларов США в год против 21 709 долларов среднегодового дохода у женщин. Доход на душу населения в городе составил 16 165 долларов в год. 10,1 % от всего числа семей в округе и 11,5 % от всей численности населения находилось на момент переписи населения за чертой бедности, при этом 14,9 % из них были моложе 18 лет и 8,3 % — в возрасте 65 лет и старше.